# Hörensagen
Hörensagen ist etwas, das eine Person nur aus Erzählungen anderer erfahren hat.
Umgangssprachlich bedeutet die Redensart das ist nur Hörensagen, man könne auf diese Mitteilung nicht bauen. Der deutsche Ausdruck entspricht in etwa der lateinischen Wendung relata refero.
Das bundesdeutsche Rechtssystem kennt den Begriff „Zeuge vom Hörensagen“. Der Beweiswert eines solchen Zeugen ist besonders kritisch zu prüfen, wie das deutsche Bundesverfassungsgericht am 19. Juli 1995 – im Zusammenhang mit dem fairen Verfahren nach § 261 Strafprozessordnung in Verbindung mit dem Art. 20 Abs. 3 Grundgesetz – urteilte.